# Basquetebol nos Jogos Pan-Americanos de 1979
A competição do basquetebol nos Jogos Pan-americanos de 1979 aconteceram em San Juan, Porto Rico.

## Masculino

### Classificação final
| Posição | Time                 |
| ------- | -------------------- |
| 1.      | Estados Unidos       |
| 2.      | Porto Rico           |
| 3.      | Brasil               |
| 4.      | Cuba                 |
| 5.      | Canadá               |
| 6.      | Argentina            |
| 7.      | Panamá               |
| 8.      | México               |
| 9.      | República Dominicana |
| 10.     | Ilhas Virgens        |